# Summer Bird
Summer Bird (7 avril 2006 - 23 décembre 2013) est un cheval de course pur-sang américain. 

## Carrière de courses
Sur la route de la Triple Couronne américaine, Summer Bird ne prend qu'une troisième place dans l'Arkansas Derby, et termine sixième du Kentucky Derby. Mais sa victoire dans la troisième manche du challenge, les Belmont Stakes, devant son demi-frère le favori Mine That Bird, vainqueur du Derby et deuxième des Preakness Stakes, lui vaut de ravir le leadership de sa génération à ce dernier, même s'il doit s'incliner derrière la formidable pouliche Rachel Alexandra dans les Haskell Invitational Stakes en juillet. Mais à la fin de l'été, il confirme sa domination chez les mâles en s'emparant des très convoitées Travers Stakes et de la Jockey Club Gold Cup. Ce coup de trois new yorkais (Belmont Stakes, Travers Stakes, Jockey Club Gold Cup) lui assure le titre de meilleur poulain de 3 ans aux États-Unis en 2009, malgré une défaite dans le Breeders' Cup Classic, où il ne peut faire mieux que quatrième derrière la championne Zenyatta. Programmé pour la Japan Cup Dirt à la fin de l'année, il doit mettre un terme à sa carrière en raison d'une blessure. 

### Résumé de carrière
| Date        | Hippodrome      | Pays        | Course                      | Statut      | Distance    | Jockey        | Place       | Écart       | Vainqueur ou deuxième |
| 2009, 3 ans | 2009, 3 ans     | 2009, 3 ans | 2009, 3 ans                 | 2009, 3 ans | 2009, 3 ans | 2009, 3 ans   | 2009, 3 ans | 2009, 3 ans | 2009, 3 ans           |
| ----------- | --------------- | ----------- | --------------------------- | ----------- | ----------- | ------------- | ----------- | ----------- | --------------------- |
| 1er mars    | Oaklawn Park    | États-Unis  | Maiden                      |             | 1 200 m     | C. Rosier     | 4e / 11     |             | Nemo Landing          |
| 19 mars     | Oaklawn Park    | États-Unis  | Maiden                      |             | 1 400 m     | C. Rosier     | 1er / 8     | 2 ¼         | Luv Gov               |
| 11 avril    | Oaklawn Park    | États-Unis  | Arkansas Derby              | Gr. 2       | 1 800 m     | C. Rosier     | 3e / 10     |             | Papa Clem             |
| 2 mai       | Churchill Downs | États-Unis  | Kentucky Derby              | Gr. 1       | 2 000 m     | C. Rosier     | 6e / 19     |             | Mine That Bird        |
| 6 juin      | Belmont Park    | États-Unis  | Belmont Stakes              | Gr. 1       | 2 400 m     | K. Desormeaux | 1er / 10    | 2 ¾         | Dunkirk               |
| 2 août      | Monmouth Park   | États-Unis  | Haskell Invitational Stakes | Gr. 1       | 1 800 m     | K. Desormeaux | 2e / 7      | 6           | Rachel Alexandra      |
| 29 août     | Oaklawn Park    | États-Unis  | Travers Stakes              | Gr. 1       | 2 000 m     | K. Desormeaux | 1er / 9     | 3 ½         | Hold Me Back          |
| 3 octobre   | Belmont Park    | États-Unis  | Jockey Club Gold Cup        | Gr. 1       | 2 000 m     | K. Desormeaux | 1er / 7     | 1           | Quality Road          |
| 7 novembre  | Santa Anita     | États-Unis  | Breeders' Cup Classic       | Gr. 1       | 2 000 m     | K. Desormeaux | 4e / 12     |             | Zenyatta              |

## Au haras
Après une première saison de monte aux États-Unis en 2011, à $ 15 000 la saillie, il est vendu au Japon en 2013 où il meurt prématurément, le 23 décembre, d'une crise de coliques.

## Origines
Comme Mine That Bird, Summer Bird ressort de la première génération des produits de Birdstone, vainqueur des Champagne Stakes à 2 ans, puis des Belmont Stakes et des Travers Stakes l'année suivante. Birdstone faisait la monte $ 10 000 lorsqu'il les a conçus, un tarif qui a triplé pour la saison 2010 après les exploits de ses deux fils, avant de redescendre vers un modeste $ 5 000 dès 2015 et jusqu'à sa retraite en 2020. Il faut dire qu'il n'eut aucun autre poulain du même acabit. 
La mère, Hong Kong Squall, fut une compétitrice médiocre mais se rattrapa au haras en donnant plusieurs bons gagnants. Elle est par une sœur du bon Rubiano, lauréat de deux groupe 1 et troisième du Breeders' Cup Sprint.

### Pedigree
| Origines de Summer Bird (USA), mâle alezan né en 2006 | Origines de Summer Bird (USA), mâle alezan né en 2006 | Origines de Summer Bird (USA), mâle alezan né en 2006 | Origines de Summer Bird (USA), mâle alezan né en 2006 |
| ----------------------------------------------------- | ----------------------------------------------------- | ----------------------------------------------------- | ----------------------------------------------------- |
| Père Birdstone                                        | Grindstone                                            | Unbridled                                             | Fappiano                                              |
| Père Birdstone                                        | Grindstone                                            | Unbridled                                             | Gana Facil                                            |
| Père Birdstone                                        | Grindstone                                            | Buzz My Bell                                          | Drone                                                 |
| Père Birdstone                                        | Grindstone                                            | Buzz My Bell                                          | Chateaupavia                                          |
| Père Birdstone                                        | Dear Birdie                                           | Storm Bird                                            | Northern Dancer                                       |
| Père Birdstone                                        | Dear Birdie                                           | Storm Bird                                            | South Ocean                                           |
| Père Birdstone                                        | Dear Birdie                                           | Hush Dear                                             | Silent Screen                                         |
| Père Birdstone                                        | Dear Birdie                                           | Hush Dear                                             | You All                                               |
| Mère Hong Kong Squall                                 | Summer Squall                                         | Storm Bird                                            | Northern Dancer                                       |
| Mère Hong Kong Squall                                 | Summer Squall                                         | Storm Bird                                            | South Ocean                                           |
| Mère Hong Kong Squall                                 | Summer Squall                                         | Weekend Surprise                                      | Secretariat                                           |
| Mère Hong Kong Squall                                 | Summer Squall                                         | Weekend Surprise                                      | Lassie Dear                                           |
| Mère Hong Kong Squall                                 | Hong Kong Jade                                        | Alysheba                                              | Alydar                                                |
| Mère Hong Kong Squall                                 | Hong Kong Jade                                        | Alysheba                                              | Bel Sheba                                             |
| Mère Hong Kong Squall                                 | Hong Kong Jade                                        | Ruby Slippers                                         | Nijinsky                                              |
| Mère Hong Kong Squall                                 | Hong Kong Jade                                        | Ruby Slippers                                         | Moon Glitter (famille 3-o)                            |